# Finazzi
Alexandre Silveira Finazzi, más conocido como Finazzi, (nació el 20 de agosto de 1971 en São João da Boa Vista) es un exfutbolista y  entrenador de fútbol brasileño que se desempeñaba como delantero.</ref>

## Clubes
| Como futbolista   |                            |           |
| País              | Club                       | Año       |
| Bandera de Brasil | São Paulo                  | 1996      |
| Bandera de Brasil | Botafogo de Ribeirão Preto | 1997      |
| Bandera de Brasil | Novo Hamburgo              | 1998      |
| Bandera de Brasil | Goiânia                    | 1999-2001 |
| →                 | Gama                       | 1999      |
| →                 | Sochaux                    | 2000      |
| Bandera de Brasil | Vila Nova                  | 2001      |
| Bandera de Brasil | Fortaleza                  | 2001-2002 |
| Bandera de Brasil | Goiás                      | 2002      |
| Bandera de Japón  | Omiya Ardija               | 2003      |
| Bandera de Brasil | Fortaleza                  | 2003      |
| Bandera de Brasil | Santa Cruz                 | 2004      |
| Bandera de Brasil | América de Rio Preto       | 2005      |
| Bandera de Brasil | Paulista                   | 2005      |
| Bandera de Brasil | Athletico Paranaense       | 2005      |
| Bandera de Brasil | Fortaleza                  | 2006      |
| Bandera de Brasil | Ponte Preta                | 2007      |
| Bandera de Brasil | Corinthians                | 2007-2008 |
| Bandera de Brasil | São Caetano                | 2008      |
| Bandera de Brasil | Mirassol                   | 2009      |
| Bandera de Brasil | Mixto                      | 2009      |
| Bandera de Brasil | Ponte Preta                | 2009-2010 |
| Bandera de Brasil | Fortaleza                  | 2010      |
| Bandera de Brasil | Bragantino                 | 2010-2011 |
| →                 | Remo                       | 2011      |
| →                 | Anapolina                  | 2011      |
| Bandera de Brasil | XV de Jaú                  | 2012      |
| Bandera de Brasil | Goiânia                    | 2012      |
| Bandera de Brasil | Poços de Caldas            | 2013      |
| Bandera de Brasil | Rioverdense                | 2013      |
| Bandera de Brasil | Itapirense                 | 2014      |
| Como entrenador   |                            |           |
| País              | Club                       | Año       |
| Bandera de Brasil | Goiânia                    | 2020-     |

## Palmarés

### Campeonatos nacionales
| Título            | Club      | País    | Año     |
| ----------------- | --------- | ------- | ------- |
| Ligue 2           | Sochaux   | Francia | 2000–01 |
| Campeonato Goiano | Vila Nova | Brasil  | 2001    |
| Campeonato Goiano | Goiás     | Brasil  | 2002    |
| Copa Centro-Oeste | Goiás     | Brasil  | 2002    |
| Copa de Brasil    | Paulista  | Brasil  | 2005    |